# Campeonato Paulista de Futebol de 2020 - Série A2
O Campeonato Paulista de Futebol da Série A2 de 2020, ou Paulistão A2 Sicredi 2020 por motivos de patrocínio, é a 74.ª edição do campeonato equivalente ao segundo nível do futebol paulista.  Os dois mais bem colocados serão promovidos para a Série A1, enquanto os dois últimos serão rebaixados para a Série A3. Após reunião da Federação Paulista de Futebol, o campeonato foi suspenso por tempo indeterminado, devido à recente pandemia de COVID-19., mas depois de algumas reuniões da Federação Paulista com os clubes, decidiram a volta dia 19 de agosto.

## Regulamento
Na primeira fase, as dezesseis equipes se enfrentaram em quinze rodadas e os dois últimos colocados caem para a Série A3, enquanto os oito primeiros avançarão para as quartas de final, em que o primeiro colocado enfrenta o oitavo, o segundo enfrenta o sétimo colocado, o terceiro enfrenta o sexto colocado e o quarto enfrenta o quinto colocado. Em esquema de mata-mata, os finalistas garantem o acesso à Primeira Divisão de 2021.

## Critérios de desempate
Em caso de empate de pontos entre dois clubes, os critérios de desempates devem ser aplicados na seguinte ordem:
1. Número de vitórias
2. Saldo de gols
3. Gols marcados
4. Número de cartões vermelhos
5. Número de cartões amarelos
6. Sorteio público

## Equipes participantes
| Aumento | Equipes promovidas da Série A3 de 2019 |
| Baixa   | Equipes rebaixadas da Série A1 de 2019 |

| Equipe                                  | Cidade                | Em 2019  | Estádio                  | Capacidade | Títulos                           |
| --------------------------------------- | --------------------- | -------- | ------------------------ | ---------- | --------------------------------- |
| Grêmio Osasco Audax                     | Osasco                | 1º (A3)  | José Liberatti           | 17 430     | 0 (não possui)                    |
| Sport Club Atibaia                      | Atibaia               | 9º       | Décio Vitta              | 8 136      | 0 (não possui)                    |
| Clube Atlético Juventus                 | São Paulo             | 7º       | Rua Javari               | 3 800      | 2 (1929 e 2005)                   |
| Atlético Monte Azul                     | Monte Azul Paulista   | 2º (A3)  | Otacília Patrício Arroyo | 13 100     | 1 (2009)                          |
| Clube Atlético Penapolense              | Penápolis             | 12º      | Tenente Carriço          | 8 769      | 0 (não possui)                    |
| Associação Portuguesa de Desportos      | São Paulo             | 11º      | Canindé                  | 21 004     | 2 (2007 e 2013)                   |
| Associação Atlética Portuguesa Santista | Santos                | 6º       | Ulrico Mursa             | 7 635      | 1 (1964)                          |
| Red Bull Brasil                         | Campinas              | 5º (A1)  | Estádio Moisés Lucarelli | 17 728     | 0 (não possui)                    |
| Rio Claro Futebol Clube                 | Rio Claro             | 5º       | Schmidtão                | 6 284      | 0 (não possui)                    |
| São Bernardo Futebol Clube              | São Bernardo do Campo | 14º      | Primeiro de Maio         | 13 440     | 1 (2012)                          |
| Esporte Clube São Bento                 | Sorocaba              | 16º (A1) | Walter Ribeiro           | 13 772     | 1 (1962)                          |
| Associação Desportiva São Caetano       | São Caetano do Sul    | 15º (A1) | Anacletto Campanella     | 14 440     | 2 (2000 e 2017)                   |
| Sertãozinho Futebol Clube               | Sertãozinho           | 10º      | Frederico Dalmaso        | 7 860      | 0 (não possui)                    |
| Esporte Clube Taubaté                   | Taubaté               | 8º       | Joaquim de Morais Filho  | 9 600      | 2 (1954 e 1979)                   |
| Clube Atlético Votuporanguense          | Votuporanga           | 13º      | Plínio Marin             | 7 464      | 0 (não possui)                    |
| Esporte Clube XV de Novembro            | Piracicaba            | 4º       | Barão de Serra Negra     | 18 000     | 5 (1947, 1948, 1967, 1983 e 2011) |

| Audax Atibaia São Bento Red Bull Brasil Penapolense Portuguesa Santista Monte Azul Rio Claro S. Bernardo São Caetano Sertãozinho Taubaté Votuporanguense XV de Piracicaba São Paulo São Paulo: Juventus PortuguesaLocalização das equipes participantes da Série A2 de 2020. |

- O Red Bull Brasil foi rebaixado para a Série A2 de 2020 por conta da aquisição do Bragantino pela mesma empresa. Segundo regulamento da FPF, duas equipes com o mesmo dono não podem disputar a mesma divisão, logo o RB Bragantino será o representante na Série A1 e o RB Brasil disputará a segunda divisão.[6]

## Segunda fase
Em itálico, os times que possuem o mando de campo no primeiro jogo do confronto e em negrito os times classificados.
|  | Quartas de final   | Quartas de final   | Quartas de final   | Quartas de final   |       |              | Semifinais          | Semifinais          | Semifinais          | Semifinais          |  |           | Final             | Final             | Final             | Final             |  |  |
|  | 4 a 15 de setembro | 4 a 15 de setembro | 4 a 15 de setembro | 4 a 15 de setembro |       |              | 22 a 30 de setembro | 22 a 30 de setembro | 22 a 30 de setembro | 22 a 30 de setembro |  |           | 9 e 12 de outubro | 9 e 12 de outubro | 9 e 12 de outubro | 9 e 12 de outubro |  |  |
|  |                    |                    |                    |                    |       |              |                     |                     |                     |                     |  |           |                   |                   |                   |                   |  |  |
|  | São Bernardo       | 1                  | 0                  | 1 (6)              |       |              |                     |                     |                     |                     |  |           |                   |                   |                   |                   |  |  |
|  | Juventus-SP        | 1                  | 0                  | 1 (5)              |       |              |                     |                     |                     |                     |  |           |                   |                   |                   |                   |  |  |
|  | Juventus-SP        | 1                  | 0                  | 1 (5)              |       | São Bernardo | 0                   | 2                   | 2                   |                     |  |           |                   |                   |                   |                   |  |  |
|  |                    |                    |                    |                    |       | São Bernardo | 0                   | 2                   | 2                   |                     |  |           |                   |                   |                   |                   |  |  |
|  |                    | São Bento          | 3                  | 0                  | 3     |              |                     |                     |                     |                     |  |           |                   |                   |                   |                   |  |  |
|  | São Bento          | São Bento          | 3                  | 0                  | 3     | 0            | 1                   | 1(8)                |                     |                     |  |           |                   |                   |                   |                   |  |  |
|  | São Bento          |                    |                    |                    |       | 0            | 1                   | 1(8)                |                     |                     |  |           |                   |                   |                   |                   |  |  |
|  | Taubaté            | 0                  | 1                  | 1(7)               |       |              |                     |                     |                     |                     |  |           |                   |                   |                   |                   |  |  |
|  | Taubaté            | 0                  | 1                  | 1(7)               |       |              |                     |                     |                     |                     |  | São Bento | 2                 | 1                 | 3 (3)             |                   |  |  |
|  |                    |                    |                    |                    |       |              |                     |                     |                     |                     |  | São Bento | 2                 | 1                 | 3 (3)             |                   |  |  |
|  |                    | São Caetano        | 3                  | 0                  | 3 (4) |              |                     |                     |                     |                     |  |           |                   |                   |                   |                   |  |  |
|  | São Caetano        | São Caetano        | 3                  | 0                  | 3 (4) | 1            | 0                   | 1 (5)               |                     |                     |  |           |                   |                   |                   |                   |  |  |
|  | São Caetano        |                    |                    |                    |       | 1            | 0                   | 1 (5)               |                     |                     |  |           |                   |                   |                   |                   |  |  |
|  | Monte Azul         | 0                  | 1                  | 1 (4)              |       |              |                     |                     |                     |                     |  |           |                   |                   |                   |                   |  |  |
|  | Monte Azul         | 0                  | 1                  | 1 (4)              |       | São Caetano  | 0                   | 2                   | 2                   |                     |  |           |                   |                   |                   |                   |  |  |
|  |                    |                    |                    |                    |       | São Caetano  | 0                   | 2                   | 2                   |                     |  |           |                   |                   |                   |                   |  |  |
|  |                    | XV de Piracicaba   | 0                  | 1                  | 1     |              |                     |                     |                     |                     |  |           |                   |                   |                   |                   |  |  |
|  | Portuguesa         | XV de Piracicaba   | 0                  | 1                  | 1     | 2            | 0                   | 2                   |                     |                     |  |           |                   |                   |                   |                   |  |  |
|  | Portuguesa         |                    |                    |                    |       | 2            | 0                   | 2                   |                     |                     |  |           |                   |                   |                   |                   |  |  |
|  | XV de Piracicaba   | 3                  | 1                  | 4                  |       |              |                     |                     |                     |                     |  |           |                   |                   |                   |                   |  |  |

| Aumento | Equipes promovidas à Série A1 de 2021 |

## Premiação
| Campeonato Paulista de 2020 - Série A2 |
| -------------------------------------- |
| São Caetano Campeão (3° título)        |

## Técnicos
| Equipe              | Técnico                                                      |
| ------------------- | ------------------------------------------------------------ |
| Audax               | Robélio Cavalinho (1ª—)                                      |
| Atibaia             | Wilson Júnior (1ª—6ª) Carlão (7ª—8ª) Wilson Júnior (9ª—)     |
| Juventus            | Alex Alves (1ª—)                                             |
| Monte Azul          | Luciano Dias (1ª—)                                           |
| Penapolense         | Edison Só (1ª—3ª) Alberto Félix (4ª—)                        |
| Portuguesa          | Moacir Júnior (1ª—5ª) Fernando Marchiori (6ª—)               |
| Portuguesa Santista | Sérgio Guedes (1ª—)                                          |
| Red Bull Brasil     | Alexandre Lemos (interino) (1ª—4ª) Vinicius Munhoz (5ª—)     |
| Rio Claro           | Adílson Teodoro (1ª—)                                        |
| São Bernardo        | Marcelo Veiga (1ª—)                                          |
| São Bento           | Léo Condé (1ª—8ª) Edson Vieira (9ª—)                         |
| São Caetano         | Adãozinho (1ª) Dininho (interino) (2ª) Alexandre Gallo (3ª—) |
| Sertãozinho         | José Carlos Serrão (1ª—)                                     |
| Taubaté             | Ivan Izzo (1ª—7ª) João Vallim (8ª—)                          |
| Votuporanguense     | Marcelo Henrique (1ª—4ª) Júnior Rocha (5ª—)                  |
| XV de Piracicaba    | Tarcísio Pugliese (1ª—12ª) Evaristo Piza (13ª—)              |

### Mudança de Técnicos
| Clube            | Antecessor                 | Motivo      | Data            | Última partida                     | Rod | Pos | Sucessor           | Ref.                        |
| ---------------- | -------------------------- | ----------- | --------------- | ---------------------------------- | --- | --- | ------------------ | --------------------------- |
| São Caetano      | Adãozinho                  | Demitido    | 23 de janeiro   | Penapolense 3–2 São Caetano        | 1ª  | 11° | Alexandre Gallo    | [ 7 ] [ 8 ]                 |
| Penapolense      | Edison Só                  | Demitido    | 30 de janeiro   | Penapolense 0–2 São Bernardo       | 3ª  | 12° | Alberto Félix      | [ 9 ]                       |
| Votuporanguense  | Marcelo Henrique           | Demitido    | 2 de fevereiro  | Votuporanguense 1–1 Portuguesa     | 4ª  | 16° | Júnior Rocha       | [ 10 ] [ 11 ]               |
| Red Bull Brasil  | Alexandre Lemos (interino) | Substituído | 4 de fevereiro  | Red Bull Brasil 0–2 Audax          | 4ª  | 15° | Vinicius Munhoz    | [ 12 ]                      |
| Portuguesa       | Moacir Júnior              | Demitido    | 6 de fevereiro  | Portuguesa 0–1 Portuguesa Santista | 5ª  | 11° | Fernando Marchiori | [ 13 ] [ 14 ]               |
| Atibaia          | Wilson Júnior              | Demitido    | 13 de fevereiro | Sertãozinho 1–1 Atibaia            | 6ª  | 11° | Carlão             | [ 15 ] [ 16 ]               |
| Taubaté          | Ivan Izzo                  | Demitido    | 16 de fevereiro | Atibaia 2–1 Taubaté                | 7ª  | 4°  | João Vallim        | [ 17 ] [ 18 ]               |
| São Bento        | Léo Condé                  | Demitido    | 25 de fevereiro | São Caetano 3–1 São Bento          | 8ª  | 15° | Edson Vieira       | [ 19 ] [ 20 ]               |
| Atibaia          | Carlão                     | Demitido    | 25 de fevereiro | Monte Azul 6–0 Atibaia             | 8ª  | 11° | Wilson Júnior      | [ 21 ]                      |
| XV de Piracicaba | Tarcísio Pugliese          | Demitido    | 8 de julho      | Taubaté 1–0 XV de Piracicaba       | 12ª | 5°  | Evaristo Piza      | [ 22 ] [ 23 ] [ 24 ] [ 25 ] |